# Trebbiano
Pour les articles homonymes, voir Trebbiano des Abruzzes et Ugni (homonymie).
Le trebbiano bianco B est un cépage blanc italien. Il est cultivé en France depuis le Moyen Âge sous le nom d'ugni blanc B.

## Histoire

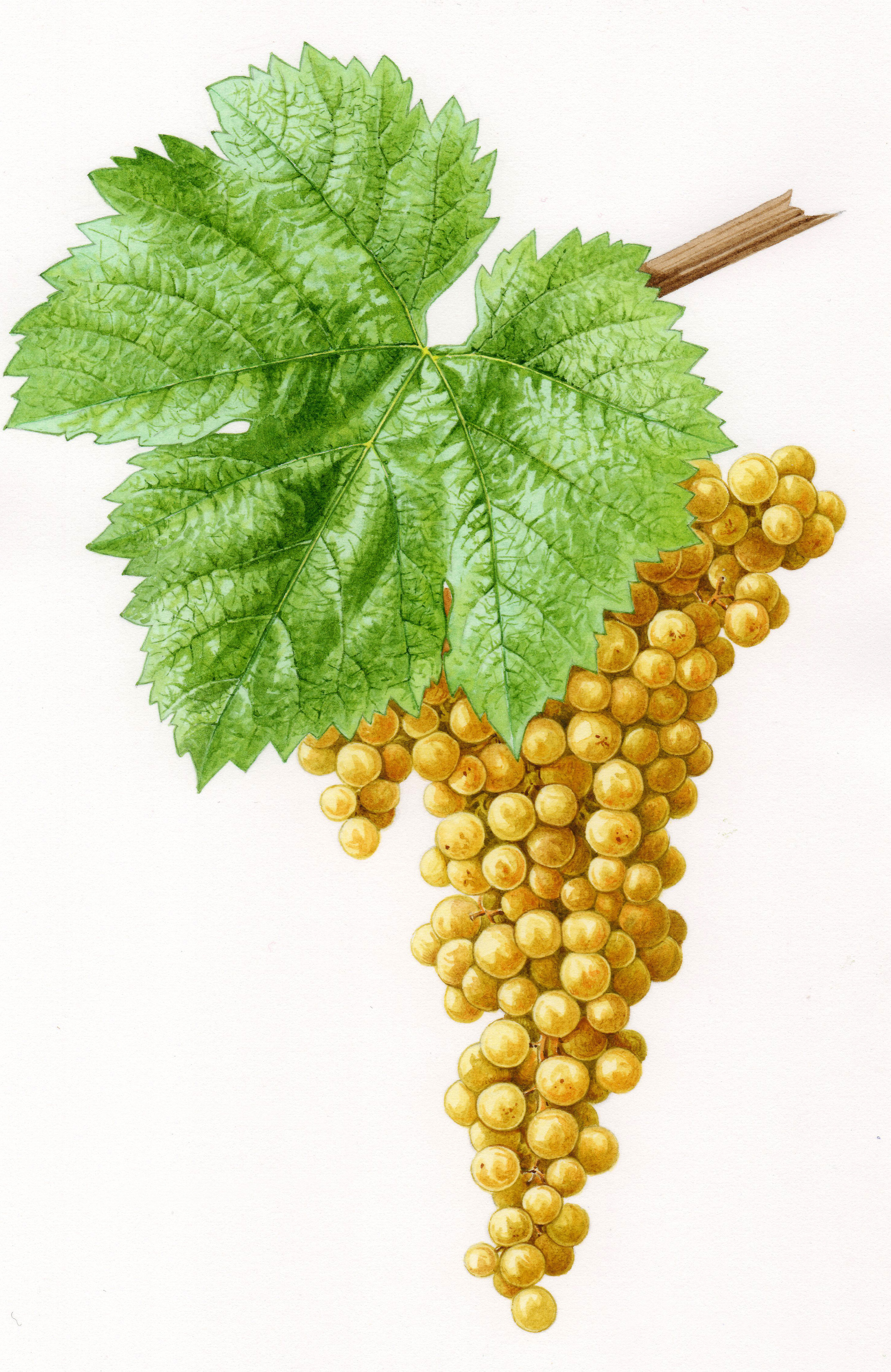
Grappe et feuille d'ugni blanc.

La présence du cépage Trebbiano dans l'Italie centrale remonte à l'époque romaine, même s'il n'existe pas de certitude historique. Dans son Histoire naturelle, Pline l'Ancien décrit un Vinum Trebulanum laquelle appellation dériverait, selon certains historiens[Lesquels ?], de l'adjectif trebulanus, lui-même du substantif trebula avec la signification d'une structure agricole sans pour autant se référer aussi au cépage.
Dans une édition, publiée entre 1985 et 1992, de l'œuvre monumentale Andrea Bacci intitulée « De naturali vinorum historia » (1596), la traduction du professeur Mariano Corino mentionne souvent le vin Trebbiano comme provenant de Trebula, aujourd'hui frazione de la commune de Pontelatone en Campanie.
Il est arrivé en France, apporté à Avignon par la cour des papes au XIVe siècle. Il est mentionné en 1730 à Cadillac.

## Caractéristiques

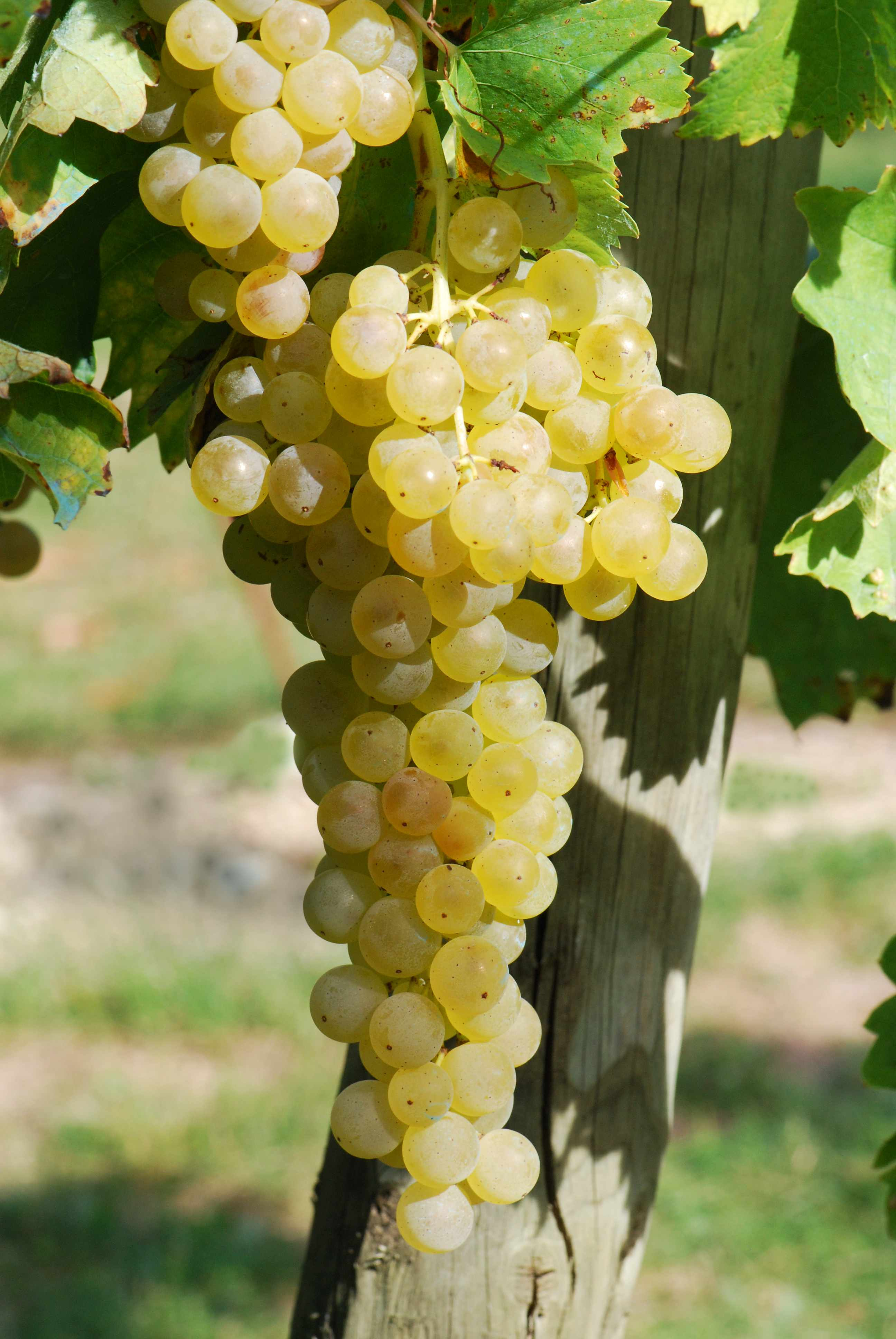
Grappe d'Ugni blanc dans le vignoble de Cognac.

Ce cépage débourre tard, échappant ainsi aux gels de printemps, mais induisant une maturité tardive. Il a une croissance vigoureuse, fragilisant les jeunes rameaux vis-à-vis du vent. Il résiste plutôt bien à la pourriture grise grâce à une pellicule épaisse, mais est sensible à l'oïdium et au mildiou. C'est un cépage de production de masse en terrain fertile (100 à plus de 200 hl/ha). Il donne un vin au degré satisfaisant dans le Midi (11 à 12 % vol.), mais moins fort dans les Charentes (7 à 9 % vol.).
Cette variété fut implantée très tôt en Provence et dans le Comtat Venaissin en dépit de sa sensibilité au mistral. Quand ce cépage a trouvé son terroir, il peut apporter une floralité intéressante où se dégagent des arômes de violette évoluant ensuite vers des fragrances de géranium. Dans le sud de la France son potentiel acide corrige heureusement les déficiences des autres cépages blancs. Il donne le maximum de son potentiel aromatique en étant vendangé dans la première semaine d'octobre.

## Caractères ampélographiques

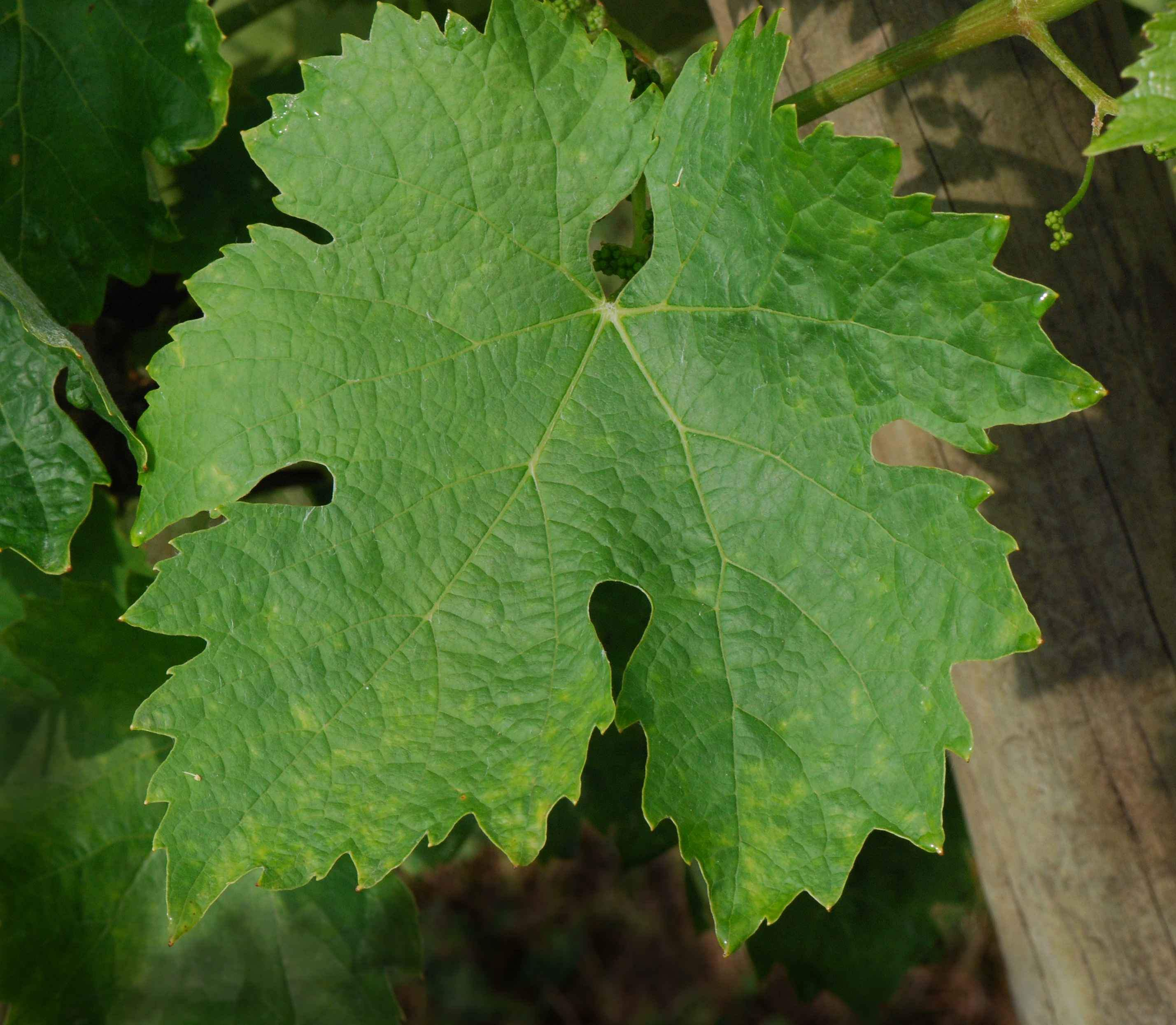
Feuille d'ugni blanc.

La feuille est orbiculaire, grande, grossièrement bullée, avec cinq lobes. Le sinus pétiolaire est en lyre plus ou moins fermé. La face inférieure est duveteuse.
La grappe est souvent très grande, longue et ailée avec des baies rondes, jaune doré, devenant plus ou moins ambrées et même cuivrées sur les coteaux secs et ensoleillés.

## Conservatoire de l'ugni blanc
Situé au lycée agricole de l'Oisellerie, à quelques pas d'Angoulême, le Conservatoire de l'Ugni blanc présente une collection de 500 accessions (plants issus d’une même souche d’origine) d’ugni blanc. Cette collection a pour but de conserver des « clones d’ugni blanc » aussi différents que possible, en espérant que ces différences fourniront à l’avenir le matériel végétal adapté à l’évolution du contexte de production, et en particulier au changement climatique. Pour réaliser ce conservatoire, les vignes d'ugni blanc les plus anciennes ont été prospectées par les techniciens du BNIC dans le Midi méditerranéen, en Corse, dans le Sud-Ouest et dans les Charentes. Rien qu’en Charente, ce sont deux cents parcelles de plus de cinquante ans, dont certaines ont même plus de cent ans, qui ont été recensées.

## Zones de production
Il est traditionnellement cultivé en Italie pour l'élaboration d'un vin peu aromatique, mais vif, qui se boit très frais. Il entre comme cépage d'appoint dans les DOC Capriano del Colle, Castelli Romani, Colli Berici, Lugana, Recioto di Soave et Soave. Il est classé recommandé ou autorisé dans de nombreuses provinces des régions Lombardie et Vénétie.
En France, il est cultivé dans la zone méditerranéenne, donnant la trame des vins de table blancs, en assemblage avec un vin plus aromatique. Il a pris le nom d'ugni blanc.
À l'arrivée du phylloxéra, on a constaté dans le Cognaçais et en Armagnac, la difficulté de trouver un bon porte-greffe pour la folle blanche : le greffage lui apportait un excès de vigueur qui la rendait très sensible à la pourriture grise qui détruisit plusieurs récoltes. L'ugni blanc a alors été adopté, donnant en abondance un vin vert très acide qui se conserve tout l'hiver sans anhydride sulfureux. Il est en outre peu aromatique, ce qui convient aussi à la distillation car des vins trop parfumés produisent des eaux-de-vie excessivement puissantes et déséquilibrées après vieillissement.
Il représente une surface en régression autour de 80 000 ha en France, 50 000 ha en Italie et 20 000 ha en Bulgarie. Quelques plantations existent en Amérique, Australie et Afrique du Sud.

## Synonymes

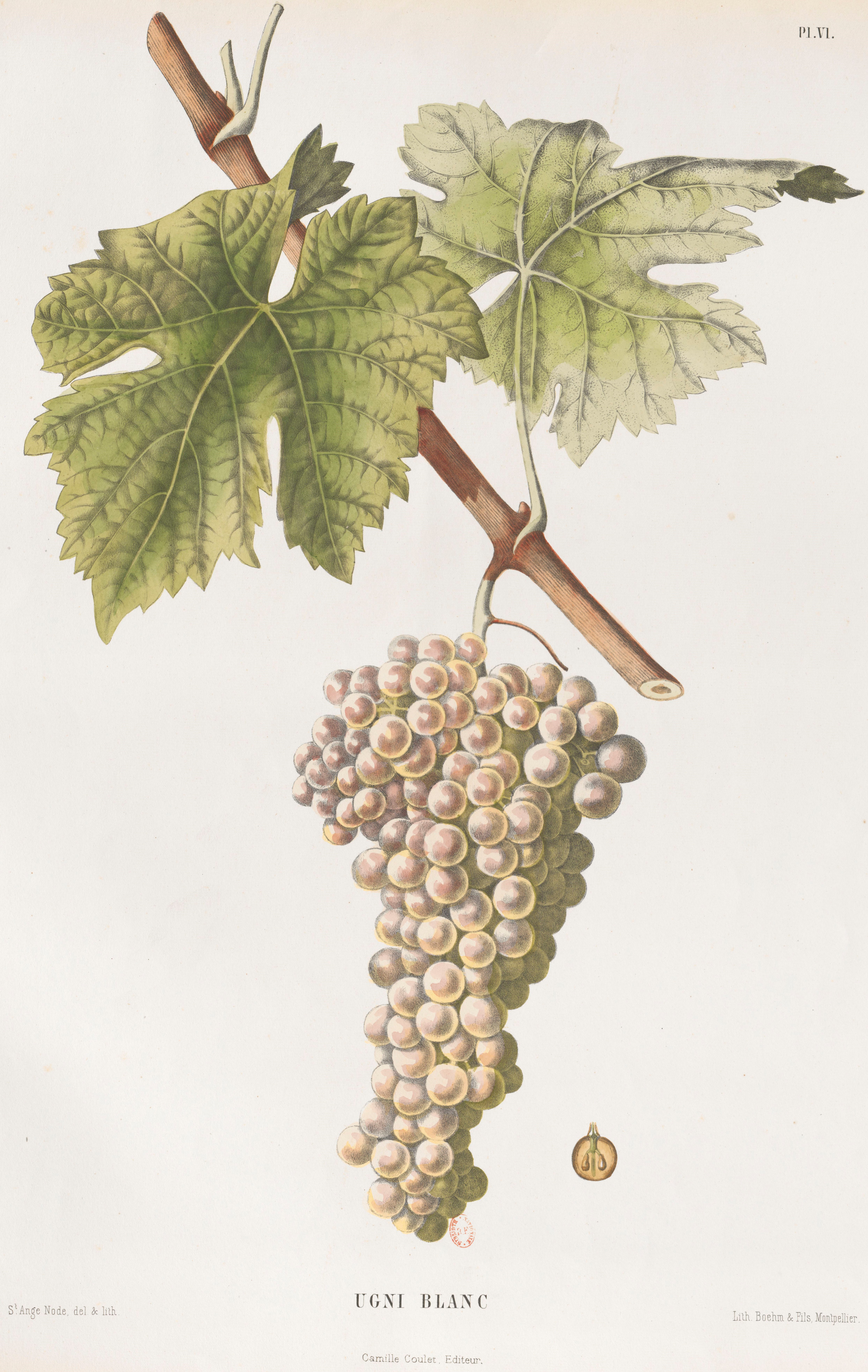
Lithographie de l'Ugni blanc (synonyme).

Le trebbiano porte aussi les noms suivants :
- Albano
- Biancame
- Biancone
- Blanc Auba
- Blanc bacca
- Blanc de Cadillac
- Blancoun
- Bobiano
- Bonebeou
- Boriano
- Boriano de Cadillac
- Brocanico
- Brucanio
- Bubbiano
- Buriano
- Buzzetto
- Cadet
- Cadillac
- Chatar
- Chator
- Clairette à grains ronds
- Cadillate
- Castelli
- Castelli Romani
- Castillone
- Clairette d'Afrique
- Clairette de Vence
- Clairette ronde
- Coda di Cavallo
- Coda di Volpe
- Elba
- Falanchina
- Greco
- Gredelin
- Juni Blan
- Lugana
- Muscadet
- Muscadet Aigre
- Passarena
- Passerina
- Perugino
- Procanico
- Procanico dell Isola d´Elba
- Procanico Portoferraio
- Queue de Renard
- Romani
- Rossan de Nice
- Rossela Blanco
- Rossetto
- Rossola
- Rossula
- Roussan
- Roussea
- Rusciola
- Saint-Émilion
- Saint-Émilion des Charentes
- Santoro
- Spoletino
- Trebbianello
- Trebbiano d'Empoli
- Trebbiano di Cesena
- Trebbiano di Cesene
- Trebbiano di Empoli
- Trebbiano di Lucca
- Trebbiano di Tortona
- Trebbiano di Toscana
- Trebbiano fiorentino
- Trebbiano romagnolo
- Trebbiano toscano
- Trebbianone
- Tribbiano
- Tribbiano forte
- Turbiano
- Ugni blanc
- Uni blan
- Uni blance
- Unji blan
- Uva bianca
- White Hermitage
- White Shiraz